# 加斯特卢
加斯特卢（西班牙語：Gaztelu）是西班牙巴斯克自治区吉普斯夸省的一个市镇。总面积9平方公里，总人口152人（2001年），人口密度17人/平方公里。